# Malkontent (dramat Marstona)
Malkontent (ang. The Malcontent) – tragikomedia obyczajowa Johna Marstona z 1604 roku.

## Data powstania utworu
Malkontent powstał w 1604 roku i w tym samym roku został po raz pierwszy wydany.

## Osoby
| Osoba               | Jej rola w dramacie                           |
| ------------------- | --------------------------------------------- |
| Giovanni Altofronto | przebrany jako Malevole, dawniej książę Genui |
| Pietro Iacomo       | książę Genui                                  |
| Mendoza             | faworyt księżnej Iacomo                       |
| Celso               | przyjaciel Altofronta                         |
| Bilioso             | stary marszałek, choleryk                     |
| Prepasso            | dworzanin, mistrz ceremonii                   |
| Ferneze             | młody dworak zakochany w księżnej Aurelii     |
| Ferrardo            | ulubieniec księcia Pietro Iacomo              |
| Equato, Guerrino    | dworacy                                       |
| Passarello          | błazen Biliosa                                |
| Aurelia             | księżna, żona księcia Pietra Iacomo           |
| Maria               | księżna, żona księcia Atofronto               |
| Emilia, Blanka      | damy dworu księżnej Iacomo                    |
| Makerela            | stara rajfurka                                |
| Kapitan Cytadeli    |                                               |
| Merkury             | wprowadzający maski                           |

## Treść

### Akt I
Malevole bawi księcia Genui Pietra Iacomo swoimi uszczypliwymi sądami o świecie i innych dworzanach. Na osobności ujawnia księciu, że jego żona zdradza go z jego dworzaninem Mendozą. Książę nie wie, że Malevole jest byłym księciem, wygnanym dzięki knowaniom Mendozy. Mendoza upaja się łaskami księcia i miłością księżnej, postanawia napisać na jej cześć sonet. Rajfurka Makerela, sprzyjająca innemu dworzaninowi, Ferenzemu, oskarża Mendozę, że zaleca się do jej damy dworu, Emilii i źle się wyraża o księżnej. Księżna wysłuchuje fragmentów sonetu, który jak podpowiada rajfurka został napisany na cześć Emilii i odrzuca Mendozę, a zgadza się przyjąć w alkowie nocą Ferenza. Wściekły Mendoza wyklina ród niewieści, gdy książę oskarża go o romans z księżną. Mendoza zręcznie przerzuca oskarżenie na Ferenza i zapewnia, że jeszcze tej nocy da księciu dowody jego zdrady. Proponuje też naiwnemu księciu, że własnoręcznie zabije cudzołożnika i w ten sposób rzecz zostanie załatwiona dyskretnie i nie da księżnej powodu do zemsty.

### Akt II
Mendoza czyha pod drzwiami sypialni księżnej na Ferneza. Nadchodzi książę i w dowód wdzięczności usynawia Mnedozę, a widząc nadchodzącego Malevole'a, wypędza go sprzed swego oblicza. Wybiegający z sypialni Ferneze zostaje przebity przez Mendozę, który wobec księżnej wołającej o ratunek dla młodzieńca, udaje, że ratuje jego życie. Książę wyznacza Mendozę stróżem swej żony. Po jego odejściu Mendoza wyrzuca księżnej zdradę, a ona przyznaje się do błędu. Wspólnie postanawiają pozbawić księcia życia i objąć władzę w Genui przy pomocy krewnych księżnej Medicich z Florencji. Malevole, wygnany przez księcia, zostaje mile przyjęty przez Mendozę. Po jego odejściu przekonuje się, że Ferneze jeszcze żyje i ukrywa go w bezpiecznym miejscu.

### Akt III
Książę wysyła Biliosa z poselstwem do Florencji, ma przekazać wieści o odkrytej zdradzie księżnej. Jego młoda żona doradza mu jak się ma zachować, Malevole, by wziął swą małżonkę ze sobą, a nie zostawiał jej na łup rozpustnikom. Celso donosi Malevole'owi, że lud powoli przechodzi znowu na jego stronę, niezadowolony z nieudolności obecnego władcy. Mendoza, który uważa Malevole'a za szubrawca podobnego sobie, zleca mu, by zamordował księcia podczas polowania. Chce jako prawny dziedzic księcia zająć jego tron, wygnać jego zniesławioną żonę i dla wzmocnienia swej władzy poślubić uwięzioną żonę Malevole'a, Marię. Malevole ostrzega księcia o planowanym na niego zamachu na dowód pokazując otrzymaną od Mendozy broń i pieniądze. W celu ukazania mu knowań Mendozy przebiera go w strój pustelnika.

### Akt IV
Panny chcą tańczyć. Ferrardo niepokoi się tym, że książę tak długo nie wraca. Malevole wprowadza księcia przebranego za Pustelnika, który zaświadcza, że widział księcia wyrzekającego na szczycie skały na zdradę żony, a następnie rzucającego się w morze. Malevole potwierdza, że widział zwłoki księcia unoszone przez morze. Wszyscy obwołują Mendozę jego następcą. Ten w akcie zadośćuczynienia za krzywdę wyrządzoną jego przybranemu ojcu, skazuje swą niedawną wspólniczkę, księżną Aurelię, na wygnanie. Wdzięczny Malevole'owi za zamordowanie księcia, Mendoza obiecuje mu zaszczyty. Tymczasem wysyła go do Marii, uwięzionej żony księcia Altofronto, aby nakłonić ją do poślubienia go. Po odejściu Malevole'a, zleca Pustelnikowi, którego ma za sprzedajnego świadka, aby udał się za Malevole'm i otruł go podczas wieczerzy w cytadeli. To samo zlecenie względem Pustelnika daje chwilę później powracającemu Malevole'owi, którego strażnik nie chciał wpuścić do cytadeli.
Malevole i Pustelnik wyjawiają sobie wzajemnie plany Mendozy względem nich. Księżna Aurelia oskarża się przed Pustelnikiem ze swego złego postępowania, ten radzi jej, by zamieszkała w jego pustelni. Sam zrzeka się ambicji sprawowania władzy i postanawia wycofać się z życia. Malevole ujawnia mu, że jest wygnanym księciem Altofronto oraz że Ferneze żyje. Powracający z Florencji Bilioso przekazuje wiadomość, że Florencja poprze wygnanego księcia Altofronto. Na wieść, że nowym kksięciem został Mendoza, Bilioso spieszy ofiarować mu swe usługi.

### Akt V
Malevole wraz z rajfurką udają się do cytadeli, by porozmawiać z księżną Marią. Ona jednak zdecydowanie odrzuca wszelkie zabiegi Mendozy, woli raczej umrzeć. Malevole odnosi tę odpowiedź Mendozie i wieść o tym, że Pustelnik dołączył do księcia Pietra. Mendoza postanawia, że księżna Maria musi umrzeć. Tymczasem wypytuje Malevole'a o trucizny, gdy ten podaje mu pudełko z trującym oparem, Mendoza otwiera jej pod nosem ofiarodawcy, a on udaje, że pada martwy. Mendoza nakazuje uprzątnąć ciało Celsowi i przygotować na wieczór widowisko uświetniające objęcie przez niego władzy, w którym dzielne duchy genueńskich książąt będą mu gratulować.
Rozpoczyna się przyjęcie. Damy mówią o swych kawalerach. Mendoza nakłania Marię, by za niego wyszła, a ggdy ona odmawia, skazuje ją na śmierć. Wbiega na wpół obłąkana księżna Aurelia i przepowiada Mendozie nieszczęście. Kylleński Merkury wprowadza duchy dawnych książąt. Malevole zaprasza do tańca Marię, a Pietro – Aurelię. Obydwaj dają się rozpoznać swym żonom, po czym wraz z Frnezemi Celsem atakują Mendozę. Gdy ten błaga o darowanie życia, książę Altofronto okazuje mu swą łaskę. Bilioso po raz kolejny próbuje się przypochlebić nowemu władcy, tym razem bezskutecznie. Autor prosi o wybaczenie błędów w krótkim epilogu.

## Analiza
Malkontent, uważany za najlepszy utwór Marstona, gatunkiem bliższy jest tragikomedii niż komedii. Historia wydziedziczonego księcia, powracającego w przebraniu, przypomina trochę komedie Szekspirowskie, ale wirtuozerią cynizmu bohatera, jak to określił Daiches, zupełnie nie koresponduje z panującą w nich atmosferą.